# MAGIC HOUR (ラジオ番組)
『MAGIC HOUR』（マジック・アワー）は、2020年10月1日から長野エフエム放送（FM長野）で放送されているラジオ番組である。

## 番組概要
2016年7月から放送されていた『ラジモ!』の後番組としてスタート。
番組タイトルの「MAGIC HOUR」とは魔法のように美しい写真が撮れる時間帯、多くのミュージシャンが同名のタイトルの曲発表する等、人々を魅了する時間帯を指す。

## 放送時間
- 月曜 - 木曜 16:00 - 18:50（2023年4月 - ）[2]

過去の放送時間
- 月曜 - 木曜 16:00 - 18:55（2020年10月 - 2023年3月）

## 出演者
- 小林新（月曜、水曜）[3]
- 飯野美紗子（火曜、2023年4月 - ）[3][4]
- 小出マサト（木曜、2024年2月 - ）

過去の出演者
- 寺岡歩美（Suger Me・木曜、放送開始 - 2021年7月）[3]
- 細貝恵美（木曜、2021年8月 - 2024年2月）

### パーソナリティの変遷
| 期間                  | 月・水 | 火         | 木         |
| --------------------- | ------ | ---------- | ---------- |
| 2020.10.1 - 2021.7.29 | 小林新 | 小林新     | 寺岡歩美   |
| 2021.8.2 - 2023.3.30  | 小林新 | 小林新     | 細貝恵美   |
| 2023.4.3- 2024.2.29   | 小林新 | 飯野美紗子 | 細貝恵美   |
| 2024.3.4-             | 小林新 | 飯野美紗子 | 小出マサト |

## タイムテーブル・コーナー
2025年4月現在
- 16:20 
  - ANTENNA
  - IT'S MY CHOICE（毎月最終水曜）
- 16:35 - Traffic Information
- 16:41 - 
  - いい部屋発見なるほど・サプリ（水）
  - 『ALL AROUND THE GANS』- 小出マサト（木）
- 17:05 -
  - MUSIC5（月・火・木）
  - 『GLIM SPANKY RADIO Gloaming Nation』- GLIM SPANKY（水）
- 17:21 - Traffic Information
- 17:36 - Weather Information
- 17:50 - My First Music
- 18:00 - MAGIC TOPIC[6]
- 18:10頃 - リクエストHOUR
- 18:20 - Traffic Information
- 18:24 - 能生サイドゲーム（木）
- 18:43 - Weather Information

過去
- ジョブサポートシナノ・インフォメーション（月）
- なるみのレッツプレイゴルフ（月）
- 戸隠神社式年大祭インフォメーション（火）
- 好きすぎ！TooMuch先生（月）[7]
- musiQ～キーワードリクエスト～（火）
- カスミの知識（水）
- ドーナツROOM（木）